# 米特尼齊亞 (拉季維利夫區)
50°17′53″N 25°7′55″E / 50.29806°N 25.13194°E
米特尼齊亞（烏克蘭語：Митниця），是烏克蘭西北部的村莊，隸屬里夫內州的杜布諾區。該村始建於1545年，面積0.73平方公里，海拔高度217米，2001年人口276，人口密度每平方公里377.6人。